# L'Ami Javin
 (décembre 2019).
L'Ami Javin est une bande dessinée sortie en 1998, cinquième volet de la saga La Quête de l'oiseau du temps (premier volet de la seconde époque).
Ce tome se situe, dans la chronologie de la Quête, environ 40 ans avant la première époque, lorsque Bragon et Mara étaient jeunes.
Le scénario est de Serge Le Tendre et Régis Loisel ; les couleurs de Loisel ; les dessins de Lidwine.

## Résumé

### Bragon, un jeune homme cherchant l'aventure
Bragon est un jeune homme d'environ 18 ans qui demeure sur les hauts plateaux du Médir. Il vit dans une petite communauté autarcique qui vit d'élevage et d'agriculture. Il n'aime pas cette existence rurale ; il rêve d'aventures, d'exploits et de pays lointains.
Un soir, un homme arrive et demande l'hospitalité pour la nuit. Il s'agit de Javin, qui se rend au pays de la « Marche des voiles d'écume ». Il incite Bragon à l'accompagner. Bragon reste songeur. Listelle, une jeune fille de la communauté, est amoureuse de lui, et lui propose une vie conjugale. Bragon refuse net, causant le chagrin de Listelle.
Le lendemain, Bragon quitte la ferme et rejoint Javin.
Les deux compères cheminent ensemble. Leur voyage est parsemé de fous rires, de peurs, de mécontentements, d'aventures sexuelles diverses. Ils sont même faits prisonniers, et ne parviennent à s'échapper dans des conditions rocambolesques qu'après avoir soudoyé un gardien et perdu la plupart de leurs affaires.
Un jour, ils arrivent au terme de leur odyssée : Thâ, capitale de la Marche des Voiles d’Écume.

### Un combat décisif et la rencontre de Mara
Tous les 13 ans a lieu dans cette ville la fête du « Jour des ch'tines », ou des guerriers font étalage de leur courage au cours d'un spectacle rassemblant toute la cité.
Javin et Bragon sont assis sur les gradins.
Un événement inattendu survient : un terroriste, conduisant un animal puissant et énorme (un « krille »), dirige sa monture vers la loge centrale du prince-sorcier du pays. Mara, qui est la fille du prince-sorcier, tombe dans le vide. Elle est sauvée de justesse par Bragon qui, n'écoutant que son courage et sans savoir qui elle était, l'a secourue.
L'ayant sauvée, il est invité par la famille royale. Il est bientôt admis avec Javin dans l'intimité de cette famille, qui décide d'en faire deux écuyers/gardes du corps.
Ils prennent des leçons d'escrime.

### La chasse au Borak
Morange, le cousin de Mara, rêve de capturer ou de tuer un Borak, animal légendaire extrêmement redoutable. Il cherche des équipiers : toutes les personnes contactées refusent de le suivre, sauf Bragon qui, tombé amoureux de Mara, cherche le moyen de la séduire en prouvant sa valeur et son courage. Considérant les risques à prendre, Javin préfère rester à Thâ.
Morange et Bragon se mettent en route. Ils cheminent longtemps, et finissent par trouver des traces du passage du Borak.
Un jour, avec surprise ils voient arriver l'ami Javin, qui se languissait d'être seul et qui ne voulait pas qu'on le prenne pour un lâche. Alors que Javin arrive près des deux compères, il est brusquement attaqué par le Borak, qui était tapi dans les fourrés. Il meurt dans d'atroces souffrances dans les bras de Bragon. Ivre de rage et de vengeance, Bragon se précipite en direction de l'animal et, avec l'aide de Morange, le tue dans un combat sanglant.
De retour à Thâ, Bragon remet à Mara la langue du Borak, qui pourra servir à confectionner un « Fouet ardent ». Bragon lui parle de la mort de Javin, de la douleur qu'il subit et du fait que ce fouet ardent sera fait grâce au sacrifice de « l'ami Javin ».
Une idylle semble naître entre Bragon et Mara.
L'histoire se termine sur le fait que Morange, durant leur équipée, a découvert qu'un groupe de personnes semble en vouloir à la famille régnante de la Marche : l'action terroriste du début de l'histoire n'est pas le fait d'un individu solitaire…

## Prix
- 1999 : Alph-Art jeunesse 9-12 ans au festival d'Angoulême

### Documentation
- Lidwine (int. par Frédéric Vidal), « L'ami Ludwine et patin couffin... », BoDoï, no 12,‎ octobre 1998, p. 63-65.

### Lien web
- « La quête de l'oiseau du temps -5- L'ami Javin », sur bedetheque.com.